# Cyrtandra cauliflora
Cyrtandra cauliflora är en tvåhjärtbladig växtart som beskrevs av Elmer Drew Merrill. Cyrtandra cauliflora ingår i släktet Cyrtandra och familjen Gesneriaceae. Inga underarter finns listade i Catalogue of Life.